# Gheorghe Doja, Mureș
Gheorghe Doja (în maghiară Lukafalva sau Dózsa György) este satul de reședință al comunei cu același nume din județul Mureș, Transilvania, România.

## Localizare
Localitatea este situată pe râul Niraj în apropierea orașului Ungheni, pe drumul județean Ungheni - Acățari - Sighișoara.

## Populație
La recensământul din 2002 au fost înregistrați 514 de locuitori, dintre care 471 maghiari (91,6%), 29 români (5,6%) și 14 țigani (3%).

## Istoric
Satul Gheorghe Doja este atestat documentar în anul 1409.
Pe Harta Iosefină a Transilvaniei din 1769-1773 (Sectio 142), localitatea a apărut sub numele de „Lukafalva”.

## Imagini

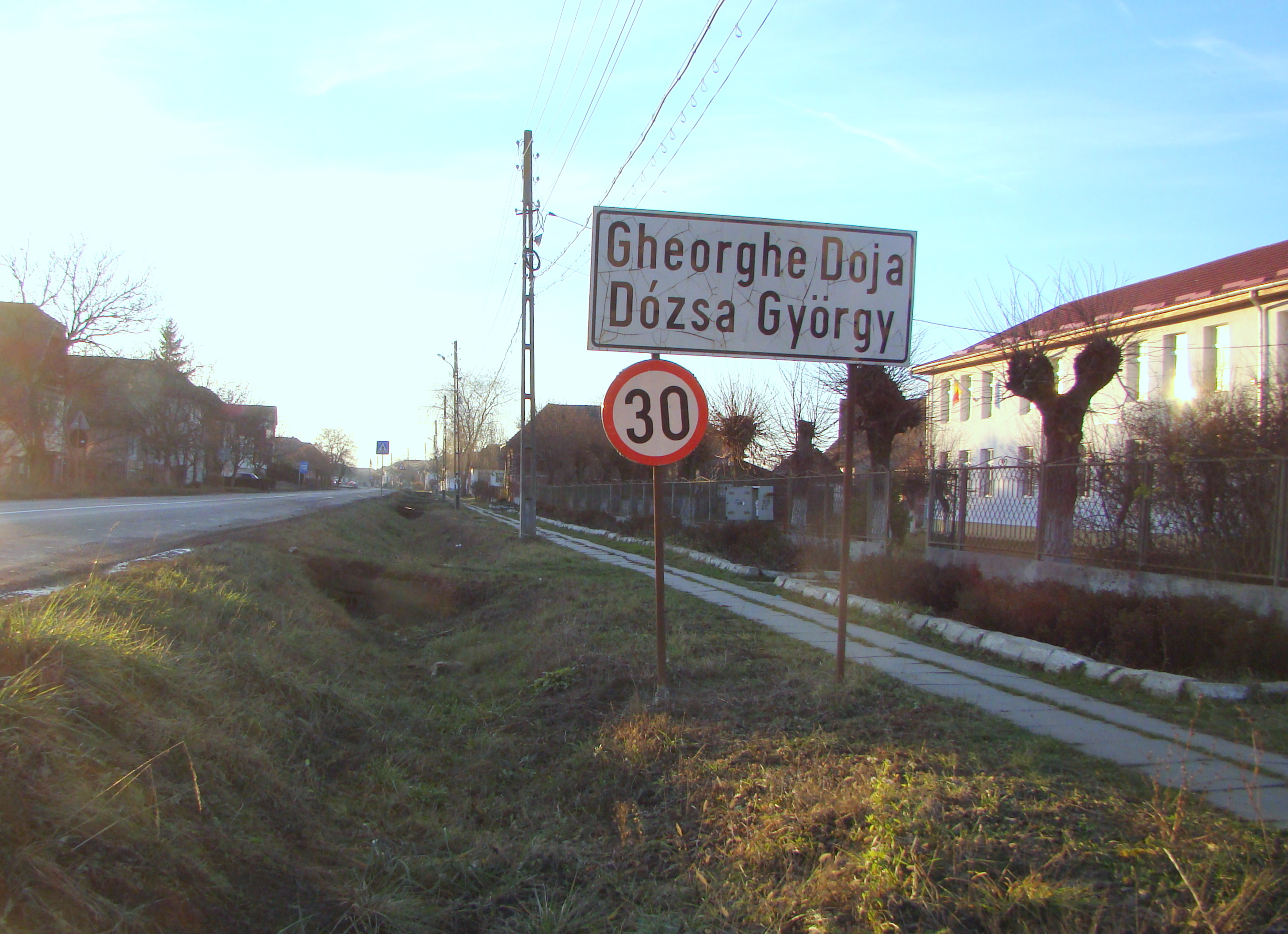
Intrarea în localitate
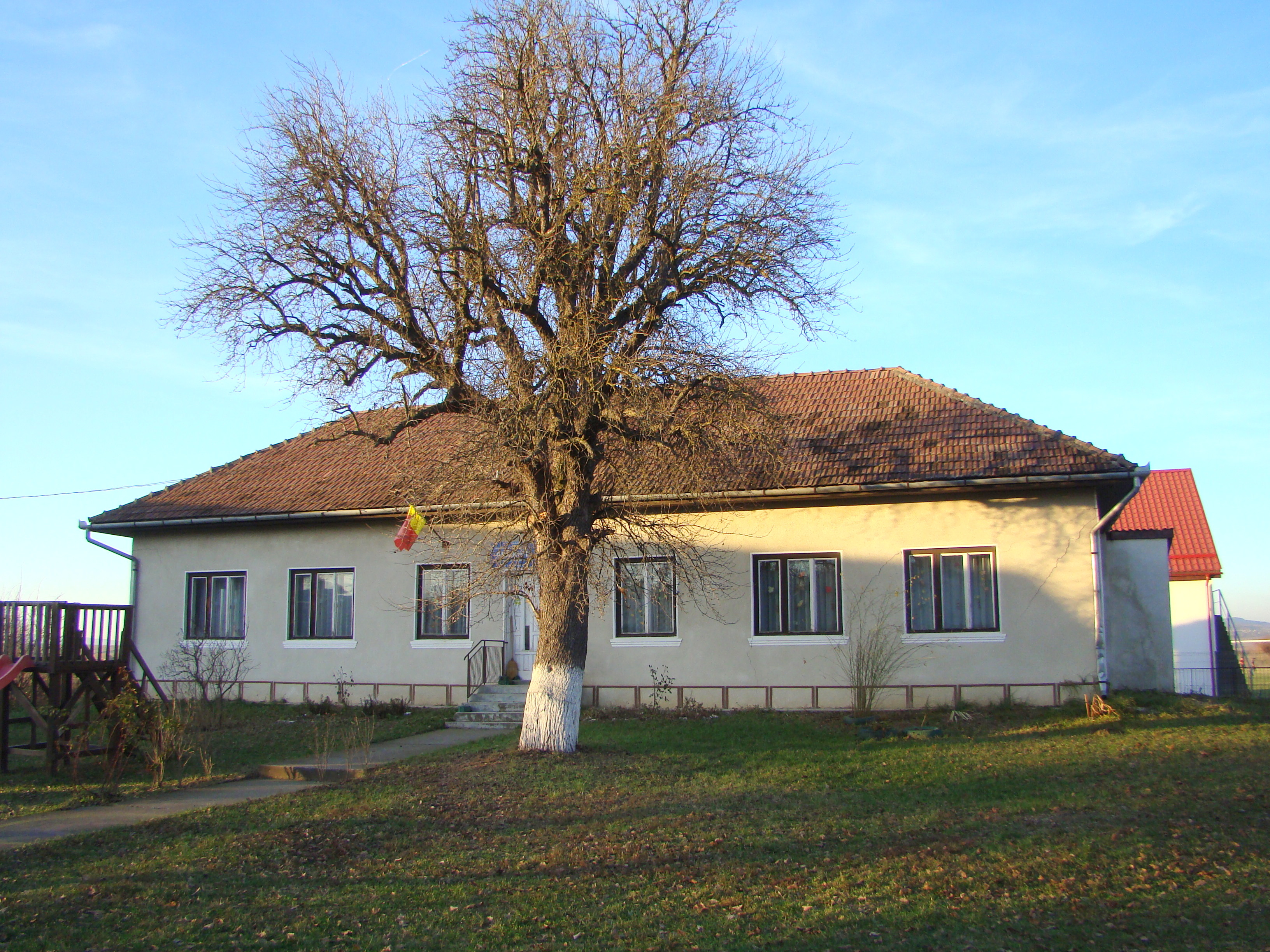
Grădiniţa
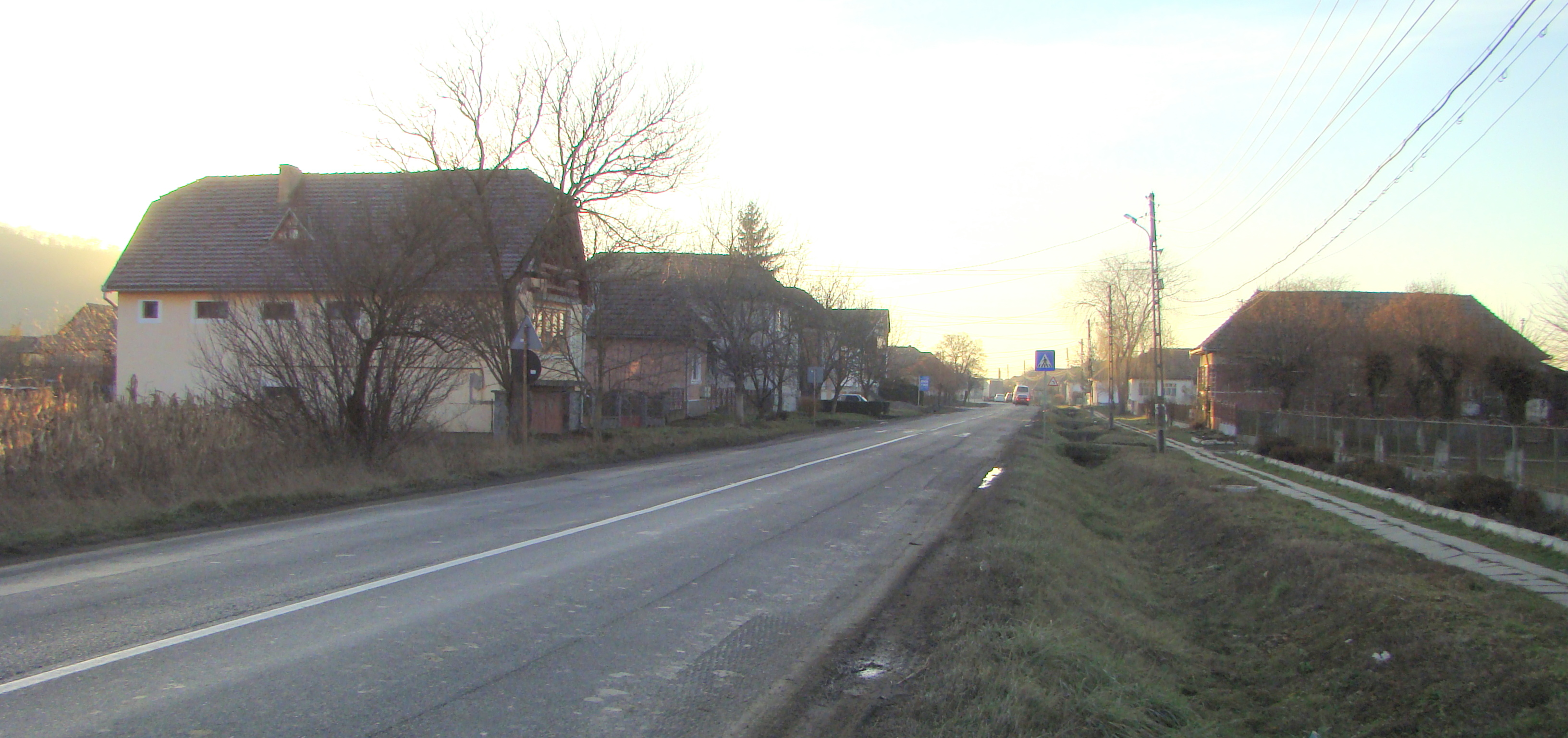
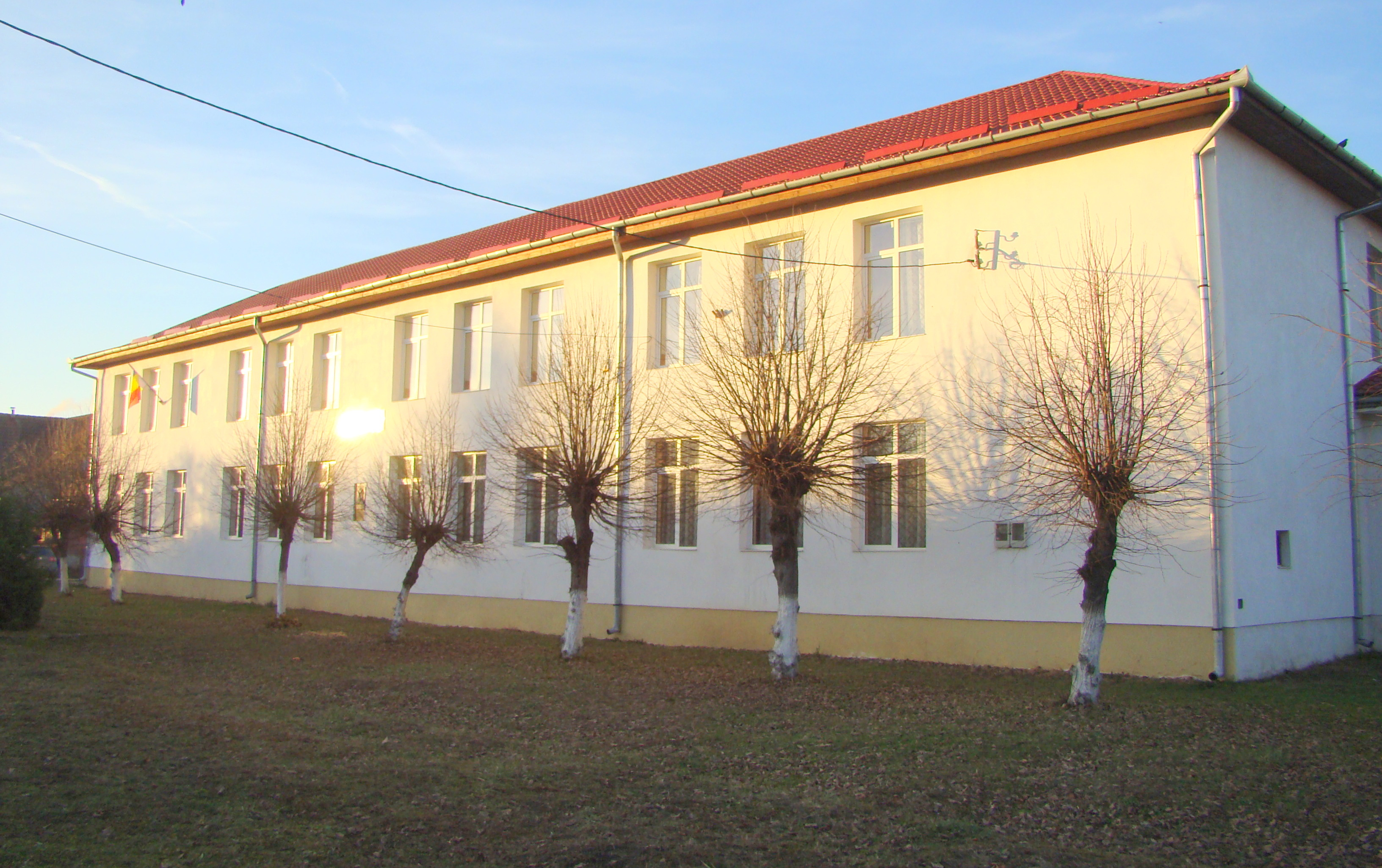
Şcoala
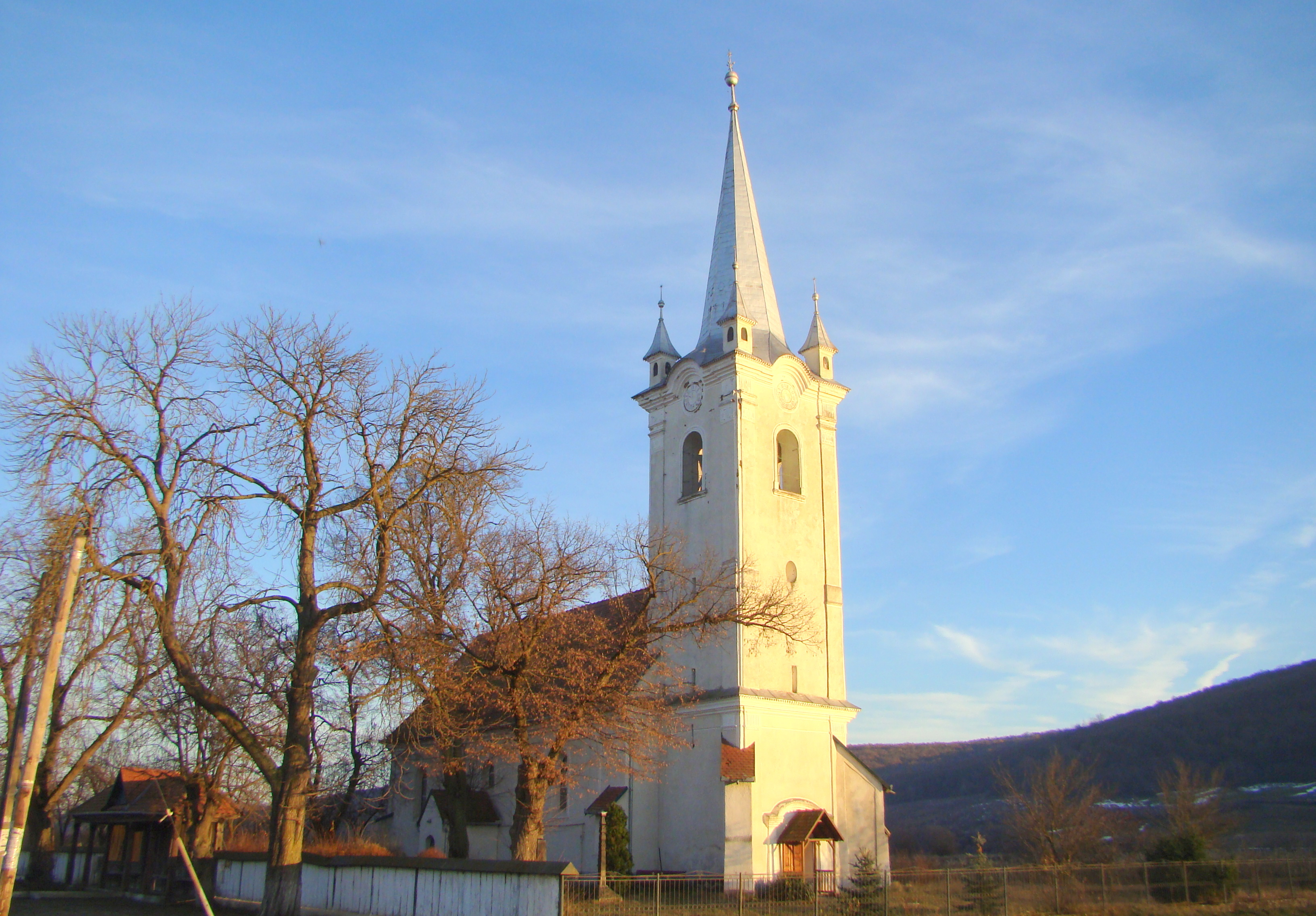
Biserica reformată (1820)
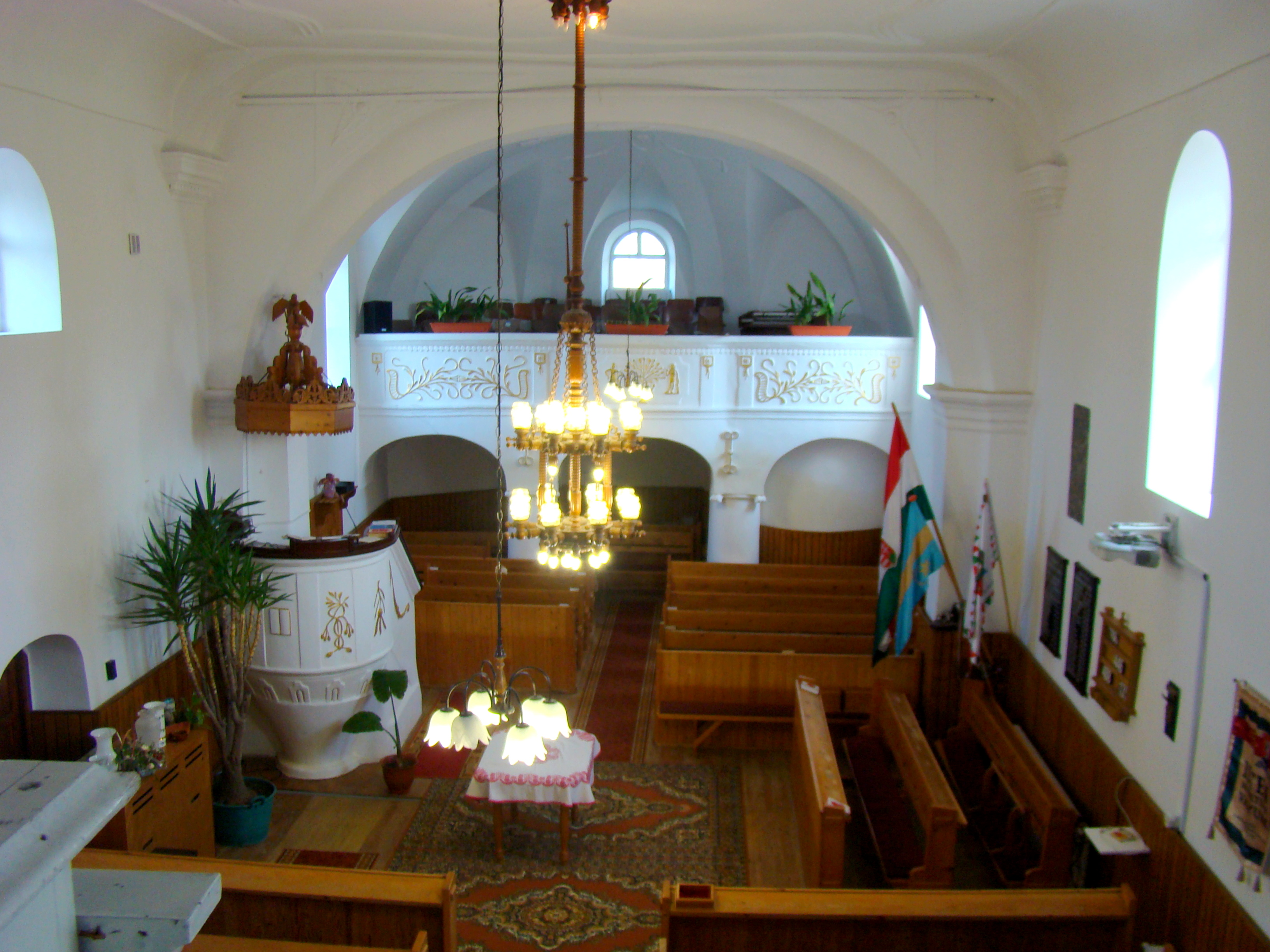
Biserica reformată (1820)
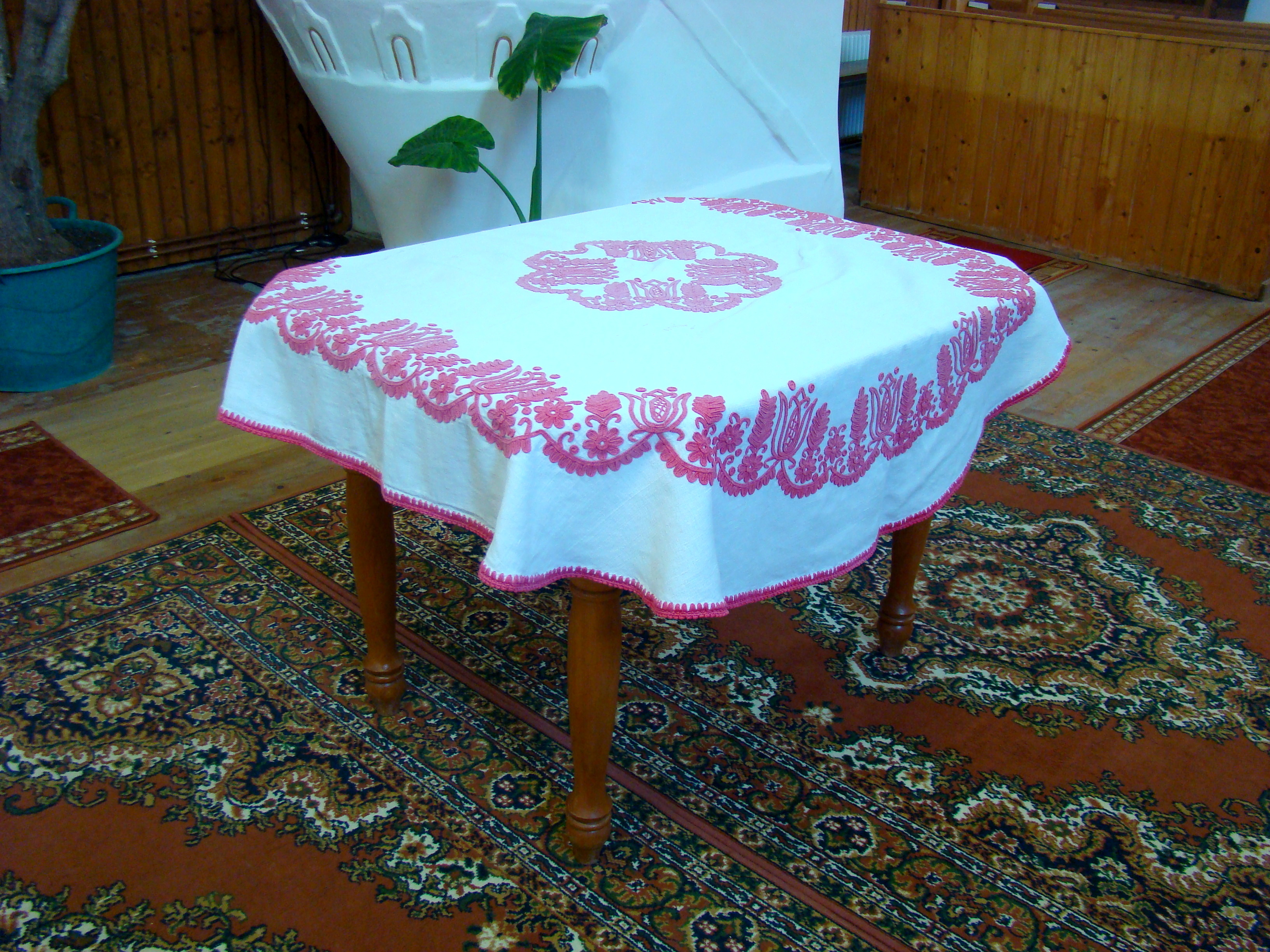
Masa Domnului
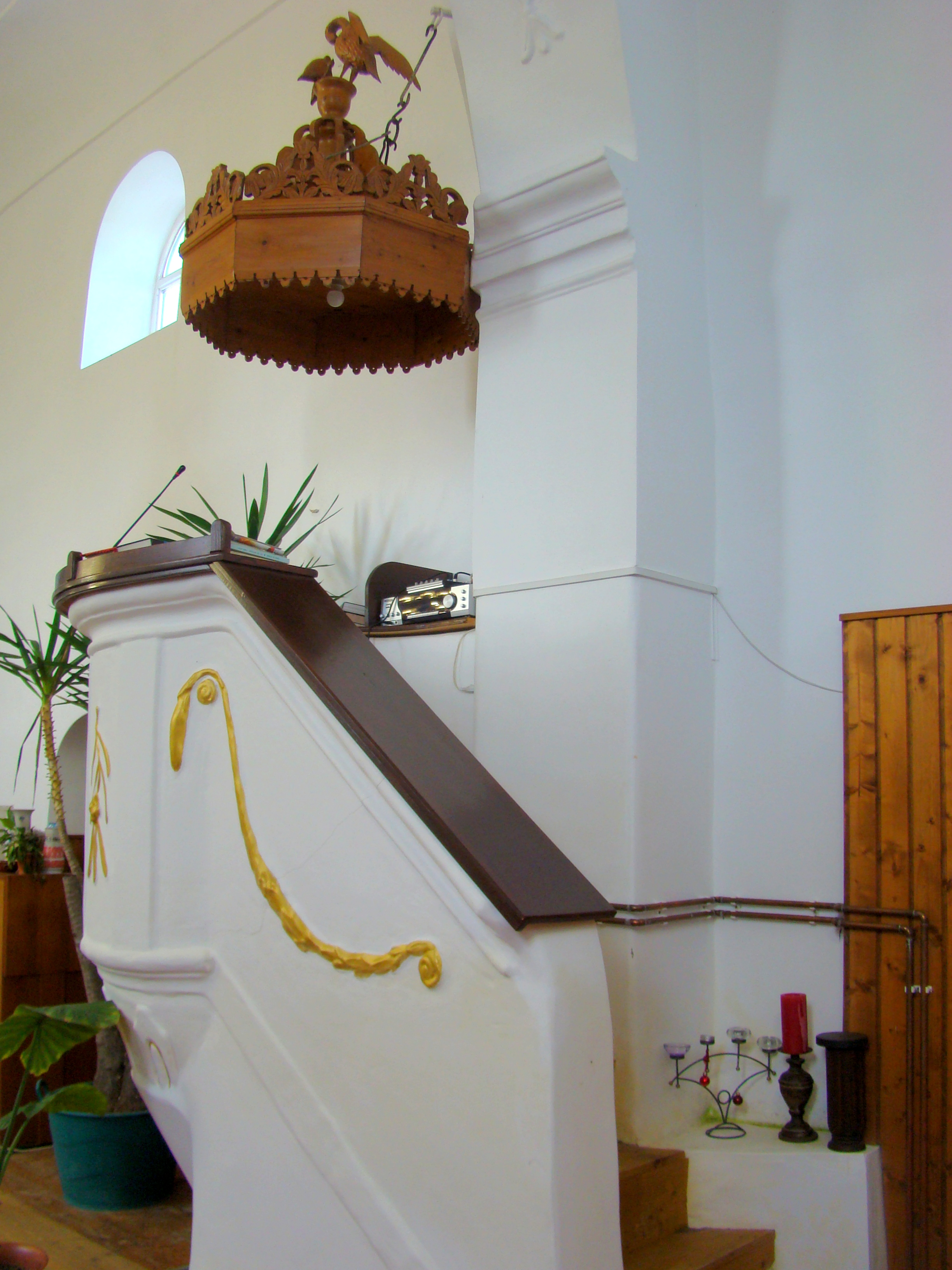
Amvonul